# Nikolaj Soloduchin
Nikolaj Soloduchin (* 3. ledna 1955 obec Paserkovo, Sovětský svaz) je bývalý sovětský a ruský zápasník–judista, olympijský vítěz z roku 1980.

## Sportovní kariéra
Začínal se sambem na druhé stupni základní školy v kroužku. Při studiu policejní akademie v Kursku se seznámil s judem. Od roku 1975 se sačal objevovat na judistických turnajích. Připravoval se v Kursku pod vedením Michaila Skrypova. V sovětské judistické reprezentaci se prosadil po olympijském roce 1976 v pololehké váze do 65 kg. V roce 1979 vybojoval v jednom roce titul mistra světa a Evropy. V roce 1980 startovala na olympijských hrách v Moskvě a před domácím publikem získal zlatou olympijskou medaili, když ve finále porazil Mongola Damdina. V roce 1984 byl připraven reprezentovat Sovětský svaz na olympijských hrách v Los Angeles, ale v startu mu zabránila tehdejší politická situace v zemích východního bloku. Sportovní kariéru ukončil v roce 1985.
Nikolaj Soloduchin byl pravoruký judista, jeho osobní technikou bylo seoi-nage resp. jeho sambistická varianta eri, kterou zvládal na levou i pravou stranu.

## Výsledky
| Turnaj             | 1978           | 1979           | 1980           | 1981           | 1982           | 1983           | 1984           |
| Turnaj             | 23             | 24             | 25             | 26             | 27             | 28             | 29             |
| Turnaj             | pololehká váha | pololehká váha | pololehká váha | pololehká váha | pololehká váha | pololehká váha | pololehká váha |
| ------------------ | -------------- | -------------- | -------------- | -------------- | -------------- | -------------- | -------------- |
| Olympijské hry     |                |                | 1.             |                |                |                | —              |
| Mistrovství světa  |                | 1.             |                | —              |                | 1.             |                |
| Mistrovství Evropy | 2.             | 1.             | —              | 5.             | —              | 3.             | 7.             |